# Saison ABA 1974-1975
La saison 1974-1975 de l'ABA est la huitième saison de l’American Basketball Association. Du 18 octobre 1974 au 22 mai 1975, les dix équipes engagées dans cette saison ont joué chacune 84 matchs. Les playoffs ont conduit en finale les Kentucky Colonels opposés aux Indiana Pacers. Les Colonels sont sacrés champions pour la première fois de leur histoire.

## Saison régulière

### Classements
| Champion de division | Qualifié pour les playoffs |

 W = victoires, L = défaites, PCT = pourcentage de victoires, GB = retard (en nombre de matchs)
| Équipe               | W  | L  | PCT    | GB |
| -------------------- | -- | -- | ------ | -- |
| Kentucky Colonels    | 58 | 26 | 69,0 % | -  |
| New York Nets        | 58 | 26 | 69,0 % | 2  |
| Spirits of St. Louis | 32 | 52 | 38,1 % | 8  |
| Memphis Sounds       | 27 | 57 | 32,1 % | 27 |
| Virginia Squires     | 15 | 69 | 17,9 % | 34 |

| Équipe                  | W  | L  | PCT    | GB |
| ----------------------- | -- | -- | ------ | -- |
| Denver Nuggets          | 65 | 19 | 77,4 % | -  |
| San Antonio Spurs       | 51 | 33 | 60,7 % | 14 |
| Indiana Pacers          | 45 | 39 | 53,6 % | 20 |
| Utah Stars              | 38 | 46 | 45,2 % | 27 |
| San Diego Conquistadors | 31 | 53 | 36,9 % | 34 |

### Meilleurs joueurs
| Catégorie                  | Joueur          | Équipe                  | Statistique |
| -------------------------- | --------------- | ----------------------- | ----------- |
| Points par match           | George McGinnis | Indiana Pacers          | 29,8        |
| Rebonds par match          | Swen Nater      | San Antonio Spurs       | 16,4        |
| Passes décisives par match | Mack Calvin     | Denver Nuggets          | 7,7         |
| Interceptions par match    | Brian Taylor    | New York Nets           | 2,8         |
| Contres par match          | Caldwell Jones  | San Diego Conquistadors | 3,2         |
| % aux tirs                 | Bobby Jones     | Denver Nuggets          | 60,4 %      |
| % aux lancers francs       | Mack Calvin     | Denver Nuggets          | 89,6 %      |
| % à 3-points               | Billy Shepherd  | Memphis Sounds          | 42,0 %      |

### Joueurs récompensés
- Rookie de l'année : Marvin Barnes (Spirits of St. Louis)
- MVP de l'année : Julius Erving (New York Nets) et George McGinnis (Indiana Pacers)
- Entraîneur de l'année : Larry Brown (Denver Nuggets)
- MVP des playoffs : Artis Gilmore (Kentucky Colonels)
- All-ABA First Team:
  - George McGinnis, Indiana Pacers
  - Julius Erving, New York Nets
  - Artis Gilmore, Kentucky Colonels
  - Ron Boone, Utah Stars
  - Mack Calvin, Denver Nuggets
- All-ABA Second Team:
  - Marvin Barnes, Spirits of St. Louis
  - George Gervin, San Antonio Spurs
  - Swen Nater, San Antonio Spurs
  - James Silas, San Antonio Spurs
  - Brian Taylor, New York Nets
- All-Defensive Team:
  - Wil Jones, Kentucky Colonels
  - Bobby Jones, Denver Nuggets
  - Artis Gilmore, Kentucky Colonels
  - Don Buse, Indiana Pacers
  - Brian Taylor, New York Nets
- All-Rookie Team:
  - Bobby Jones, Denver Nuggets
  - Marvin Barnes, Spirits of St. Louis
  - Moses Malone, Utah Stars
  - Gus Gerard, Spirits of St. Louis
  - Billy Knight, Indiana Pacers

## Playoffs

### Règlement
Au premier tour et pour chaque division, l'équipe classée numéro 1 affronte l'équipe classée numéro 4 et la numéro 2 la 3. Une équipe doit gagner quatre matchs pour remporter une série de playoffs, avec un maximum de sept matchs par série.

### Arbre de qualification
|  | Division demi-finales | Division demi-finales | Division demi-finales | Division demi-finales |    |                   | Division finales | Division finales | Division finales | Division finales |  |  | Finale ABA | Finale ABA | Finale ABA | Finale ABA |
|  |                       |                       |                       |                       |    |                   |                  |                  |                  |                  |  |  |            |            |            |            |
|  |                       |                       |                       |                       |    |                   |                  |                  |                  |                  |  |  |            |            |            |            |
|  |                       |                       |                       |                       |    |                   |                  |                  |                  |                  |  |  |            |            |            |            |
|  | 1                     | Denver Nuggets        | 4                     | 4                     |    |                   |                  |                  |                  |                  |  |  |            |            |            |            |
|  | 1                     | Denver Nuggets        | 4                     | 4                     |    |                   |                  |                  |                  |                  |  |  |            |            |            |            |
|  | 3                     | Utah Stars            | 2                     | 2                     |    |                   |                  |                  |                  |                  |  |  |            |            |            |            |
|  | 3                     | Utah Stars            | 2                     | 2                     | 1  | Denver Nuggets    | 3                | 3                |                  |                  |  |  |            |            |            |            |
|  |                       |                       |                       |                       | 1  | Denver Nuggets    | 3                | 3                |                  |                  |  |  |            |            |            |            |
|  |                       |                       | 2                     | Indiana Pacers        | 4  | 4                 |                  |                  |                  |                  |  |  |            |            |            |            |
|  | 4                     | Indiana Pacers        | 2                     | Indiana Pacers        | 4  | 4                 | 4                | 4                |                  |                  |  |  |            |            |            |            |
|  | 4                     | Indiana Pacers        |                       |                       |    |                   |                  | 4                |                  |                  |  |  |            |            |            |            |
|  | 2                     | San Antonio Spurs     | 2                     | 2                     |    |                   |                  |                  |                  |                  |  |  |            |            |            |            |
|  | 2                     | San Antonio Spurs     | 2                     | 2                     | O3 | Indiana Pacers    | 1                | 1                |                  |                  |  |  |            |            |            |            |
|  |                       |                       |                       |                       | O3 | Indiana Pacers    | 1                | 1                |                  |                  |  |  |            |            |            |            |
|  |                       |                       | E1                    | Kentucky Colonels     | 4  | 4                 |                  |                  |                  |                  |  |  |            |            |            |            |
|  | 1                     | Kentucky Colonels     | E1                    | Kentucky Colonels     | 4  | 4                 | 4                | 4                |                  |                  |  |  |            |            |            |            |
|  | 1                     | Kentucky Colonels     |                       |                       |    |                   |                  |                  |                  |                  |  |  |            |            |            |            |
|  | 3                     | Memphis Sounds        | 1                     | 1                     |    |                   |                  |                  |                  |                  |  |  |            |            |            |            |
|  | 3                     | Memphis Sounds        | 1                     | 1                     | 3  | Kentucky Colonels | 4                | 4                |                  |                  |  |  |            |            |            |            |
|  |                       |                       |                       |                       | 3  | Kentucky Colonels | 4                | 4                |                  |                  |  |  |            |            |            |            |
|  |                       |                       | 2                     | Saint-Louis Spirits   | 1  | 1                 |                  |                  |                  |                  |  |  |            |            |            |            |
|  | 4                     | Saint-Louis Spirits   | 2                     | Saint-Louis Spirits   | 1  | 1                 | 4                | 4                |                  |                  |  |  |            |            |            |            |
|  | 4                     | Saint-Louis Spirits   |                       |                       |    |                   |                  | 4                |                  |                  |  |  |            |            |            |            |
|  | 2                     | New York Nets         | 1                     | 1                     |    |                   |                  |                  |                  |                  |  |  |            |            |            |            |
|  | 2                     | New York Nets         | 1                     | 1                     |    |                   |                  |                  |                  |                  |  |  |            |            |            |            |
|  |                       |                       |                       |                       |    |                   |                  |                  |                  |                  |  |  |            |            |            |            |

Les Colonels remportent le premier titre de leur histoire et Artis Gilmore est élu MVP des séries.